# Історія видання українських технічних журналів
Перші технічні журнали, поширені в Україні, виходили російською мовою поза її межами; виняток становив місячник «Инженер», видаваний у Києві, Київським відділом Імператорського Російського технічного товариства у Петербурзі. Щойно у 1920-их pp. вони почали виходити й українською мовою. Найважливішим з них був місячник «Науково-технічний вісник», орган Технічної секції Харківського наукового товариства при УАН (1926 — 31, пізніше, до 1936, як неперіодичне видання); при ньому виходили у 1927 — 28 додатки «Проблеми тепломеханіки», «Українські силікати», «Сільсько-господарська машина», «Будівництво», які 1929 — 31 перетворено на окремі журнали. Інші Т. ж.: двотижневик «Техніка масам», «Технічні вісті» (з 1925, орган Українського Технічного Товариства у Львові), місячник «Енергетика» (1930 — 31, орган Українського енергетичного комітету). 
Низка науково-технічних установ видавала у 1927 — 30 періодичні видання: «Вісті Київського Політехного інституту», «Збірники праць Інституту технічної механіки», «Наукові записки Харківського Технологічного інституту» та ін. У зв'язку з наступом на українство в УРСР майже всі Т. ж. до 1933 перестали виходити. Тоді науково-технічні установи почали видавати неперіодичні збірники праць: цикл праць Інституту зварювання ВУАН (40 випусків у 1932 — 39), Зб. Інституту хімічної технології (13 тт. у 1929 — 39), Зб. Інституту хімії (9 тт. 1934 — 48); «Вісті Інституту фізичної хімії» (14 тт. 1936 — 46), «Праці Інституту швидкохідних машин» та ін.
У 1930-их pp., крім журн. і зб., українською мовою вийшло також багато техн. літератури (у видавництві «Держтехвидав» та «Укр. Робітник»), Коли у 1934 — 39 укр. вид. сектора суспільних наук були зовсім розгромлені та ліквідовані, вид. сектора техніки (і подекуди матем.-природописних наук) українською мовою збереглися. Їхній розгром відбувся у 1948 (т. зв. «ждановщина»), коли майже всі технічні видання в Україні переведено на російську мову.
По довшій перерві Т. ж. українською мовою почали виходити знову щойно в 1950-их pp.: «Прикладна механіка», «Автоматика», «Нариси з історії техніки». Тоді появилося також багато неперіодичних зб. і «Трудів» різних техн. Інститутів — переважно українською мовою. З серпня 1960-их pp. почалося в Україні регулярне видавання респ. міжвідомчих зб., серед них понад 50 серій зб. сектора техніки. Вони друкуються рос. мовою по 2 — 6 випусків на рік; укр. було (лише у 1965 — 72) ледве кілька серій: «Деталі машин», «Механіка твердого тіла», «Підйомно-транспортне устаткування», «Гігієна населених місць»; тепер виходять серії: «Автомобільні шляхи і шляхове будівництво», «Наука і техніка в міськ. господарстві», «Поліграфія і видавнича справа», а також деякі серії «Вісників» Львівського та Київ. Політехн. Інститутів (до 8 випусків на рік, накладом по 600 примірників). Єдиним Т. ж. українською мовою був (до кін. 1977) двомісячник «Автоматика» у Києві, а від 1978 лише квартальник «Вісті укр. інженерів» у Нью-Йорку та «Нариси з історії природознавства і техніки» у Києві (два випуски на рік, охоплюють також історію математики). Натомість бл. 20 Т. ж. виходять в Україні рос. мовою, серед ін. «Кибернетика», «Радиоэлектроника» (серія «Известия ВУЗ»), «Проблемы прочности», «Управляющие системы и машины», «Прикладная механика», «Порошковая металлургия», «Физико-химическая механика материалов» й ін.; з заг. Т. ж.: «Технология и организация производства», «Энергетика и Электрификация», «Механизация и автоматизация управления» (квартальники), «Крылья Украины» (місячник), «Искусственные алмазы» (двомісячник).
В Україні науковий рівень технічних періодичних видань високий, а деякі нові серії республіканських міжвідомчих тематичних збірників 1970-их pp. не мають рівних у світі, наприклад, «Механика твердого тела», «Точность и надежность кибернетических систем», «Проблемы машиностроения», «Теория случайных процессов», «Кибернетика на морском транспорте», «Эргатические динамические системи управления» тощо.